# Radio Klinikfunk
Radio Klinikfunk Wiesbaden e.V. ist ein deutscher, nichtkommerzieller Radiosender mit Sitz in Wiesbaden. Er ist zudem Ausbildungsradio. Zu empfangen ist Radio Klinikfunk Wiesbaden e.V. in den HELIOS Dr. Horst Schmidt Kliniken sowie im Internet.

## Geschichte
Gegründet wurde der Verein unter dem Motto „Musik hilft heilen“ von Gero von Gersdorff im Jahre 1981. Fünf Jahre später stimmte die Stadt Wiesbaden einem ersten Sendestudio im Keller der HELIOS Dr. Horst Schmidt Kliniken zu.
1986 war Sendestart für das Programm „Radio Klinikfunk“. 1993 errichtete der Verein neue Räumlichkeiten mit einem Selbstfahrerstudio und Redaktionsraum auf dem Dach des Klinikums.
Die Moderatoren und Programmplaner arbeiten ehrenamtlich. Der Verein finanziert sich durch Mitgliedsbeiträge und Spenden.

## Programme
Radio Klinikfunk ist ein moderiertes Programm in der Musikfarbe „Oldie based soft AC“. Der Claim „So klingt Wiesbaden“ soll vor allem für regionale Informationen für und aus der hessischen Landeshauptstadt stehen. Nachrichten über Tod und Katastrophen sind im Programm tabu. Positive Stimmung und gute Laune stehen im Fokus.
Von 1. Oktober 2014 bis 31. Dezember 2022 hat der Verein zudem ein unmoderiertes Musikprogramm unter dem Namen „Schlagertreff“ gesendet.

## Ausbildungsradio
Ingo Zamperoni, heute Moderator der Tagesthemen, und Michael Münkner, heute SWR4 Rheinland-Pfalz, haben ihre ersten Radioerfahrungen bei Radio Klinikfunk gesammelt. Unter anderem haben SWR1-Moderatorin Claudia Deeg, MDR-Jump-Moderator Fabian Hamm und N-Joy-Moderatorin Isabel Engelke ebenfalls bei Radio Klinikfunk mitgewirkt. Radio Klinikfunk Wiesbaden e.V. bietet Interessierten mit Praktika die Möglichkeit, sich in dem Bereich auszuprobieren.

## Auszeichnungen
- Platz 5 im Zuschauervoting der Aktion “66 Träume” im Juni 2012 in der ARD-Sendung Gottschalk Live[2]
- Auszeichnung für das ehrenamtliche Engagement durch die Initiative “Nähe ist gut” und die Landesstiftung “Miteinander in Hessen”
- Auszeichnung für das beispielhafte ehrenamtliche Engagement als Initiative des Monats durch die Hessische Landesregierung

## Empfang
Die Programme können mit jedem internetfähigen Endgerät empfangen werden. Die Patienten des Klinikums HELIOS Dr. Horst Schmidt Kliniken Wiesbaden können die Programme direkt über den TV-Kanal empfangen, Radio Klinikfunk sendet zu jeder Livesendung ein Livebild aus dem Studio.